# St. Nikolai (Metzels)

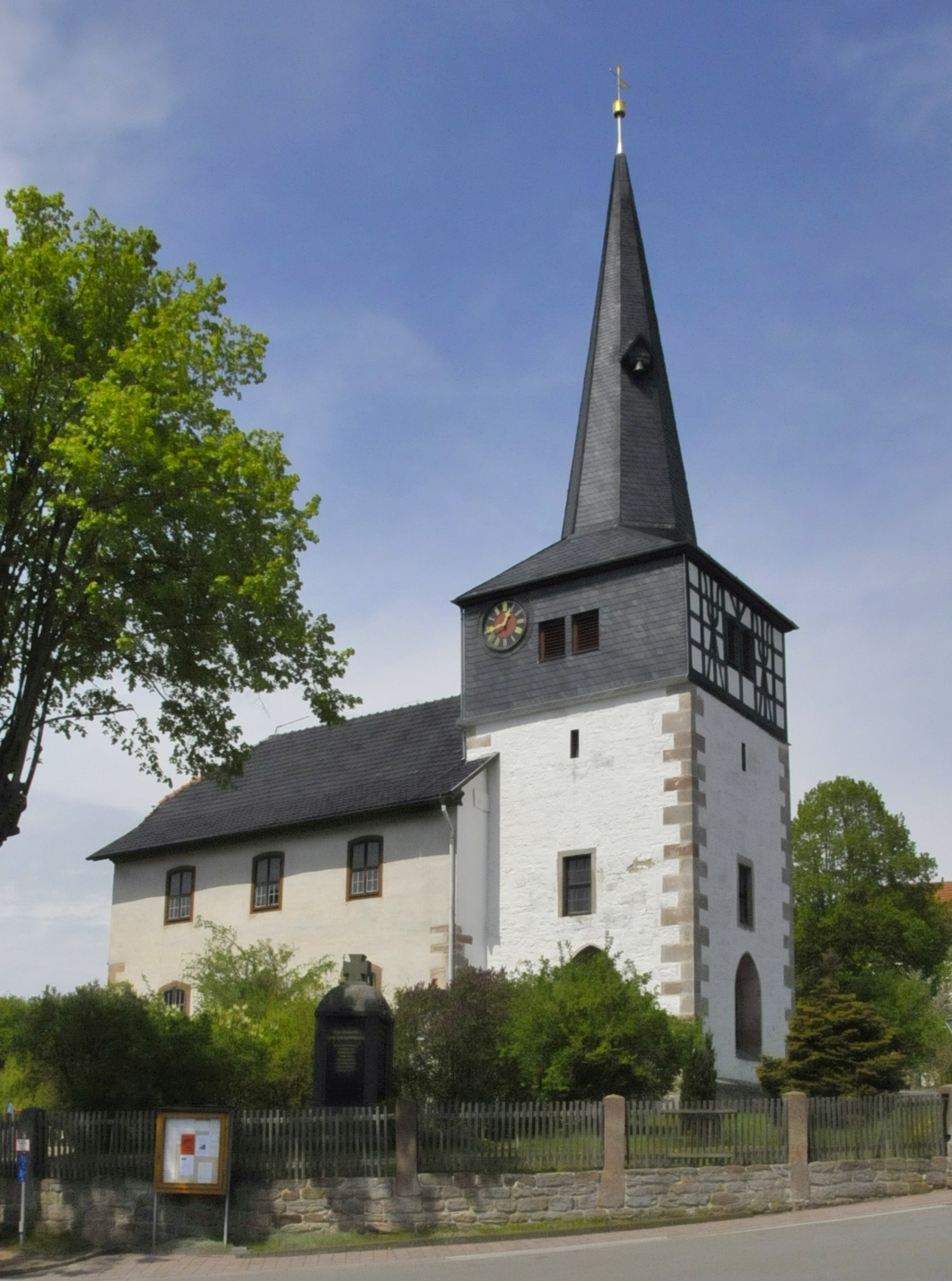
Die Kirche

Die evangelisch-lutherische Dorfkirche St. Nikolai steht im Ortsteil Metzels der Stadt Wasungen im Landkreis Schmalkalden-Meiningen in Thüringen.

## Geschichte
Am 6. Dezember 1228 wurde die Nikolaikapelle geweiht. Im 15. Jahrhundert baute man die Kapelle zu der heutigen noch stehenden Kirchenburg wehrhaft aus und um. Aus dieser Zeit um 1488 ist heute nur noch der Kirchturm erhalten.

## Seit der Wende
Seit 1994 renoviert die Kirchengemeinde den Pfarrhof und baut die Pfarrscheunen zu einem Gemeindehaus um.